# 나타스
나타스(NATAS)는 신종 컴퓨터 바이러스의 이름이다. 영문표기를 거꾸로 읽으면 '사탄'이 된다. 기존의 컴퓨터 바이러스들은 부팅할 때나 파일을 설치할 때 어느 한 경우에만 피해를 주었지만 나타스 바이러스는 양쪽 어느 경우에나 발생하여 퇴치가 어렵다.

## 같이 보기
- 컴퓨터 바이러스